# 巴季若克河 (斯莫特里奇河支流)
巴蒂若克河（烏克蘭語：Батіжок），是烏克蘭西部的河流，屬於斯莫特里奇河的支流。該河發源自喬爾納西北面，流經赫梅利尼茨基州的卡緬涅茨-波多利斯基區，河道全長24公里，流域面積102.5平方公里。